# Зајонсвил (Индијана)
Зајонсвил (енгл. Zionsville) град је у америчкој савезној држави Индијана.

## Демографија
По попису из 2010. године број становника је 14.160, што је 5.385 (61,4%) становника више него 2000. године.
| Група             | 2000.         | 2010.          |
| Белци             | 8.523 (97,1%) | 13.093 (92,5%) |
| Афроамериканци    | 29 (0,3%)     | 176 (1,2%)     |
| Азијати           | 94 (1,1%)     | 384 (2,7%)     |
| Хиспаноамериканци | 85 (1,0%)     | 304 (2,1%)     |
| Укупно            | 8.775         | 14.160         |